# Elias Hautsch
Elias Hautsch (6 de agosto de 2004) es un deportista austríaco que compite en remo. Ganó una medalla de plata en el Campeonato Europeo de Remo de 2025, en la prueba de doble scull ligero.

## Palmarés internacional
| Campeonato Europeo | Campeonato Europeo | Campeonato Europeo | Campeonato Europeo |
| Año                | Lugar              | Medalla            | Prueba             |
| ------------------ | ------------------ | ------------------ | ------------------ |
| 2025               | Plovdiv (Bulgaria) | Medalla de plata   | Doble scull ligero |